# Petka (gmina miejska Lazarevac)
Petka (cyr. Петка) – wieś w Serbii, w mieście Belgrad, w gminie miejskiej Lazarevac. W 2011 roku liczyła 1422 mieszkańców.